# 안중열
안중열(安重烈, 1995년 9월 1일 ~ )은 KBO 리그 NC 다이노스의 포수이다.

## 아마추어 시절
2012년에 18U 야구 월드컵 한국 국가대표팀에 발탁됐고, 2013년에도 18U 야구 월드컵 한국 국가대표팀에 발탁됨과 동시에 팀의 주장으로 임명되며 2년 연속으로 18U 야구 월드컵 대표팀에 승선했다.

## kt 위즈시절
2014년 한국프로야구 신인 드래프트에서 1라운드 후 특별 우선지명돼 입단하였다.

## 롯데 자이언츠시절
2015년 5월 2일 당시 kt 위즈 소속이었던 그와 박세웅, 이성민, 조현우, 롯데 자이언츠 소속이었던 장성우, 하준호, 윤여운, 최대성, 이창진과 4:5 트레이드를 통해 이적하였다. 2015년 5월 15일 kt전에서 시스코를 상대로 역전 적시타를 쳐 내며 역전 승을 이끌었다.
2015년 7월 16일 한화전에서 안영명을 상대로 데뷔 첫 홈런을 기록했다.

## 상무 야구단시절
2019년 11월 23일에 입단하였다.

## 롯데 자이언츠복귀
2021년에 복귀하였다.

## NC 다이노스시절
2022년 12월 1일에 FA를 통해 롯데 자이언츠로 이적한 노진혁의 보상 선수로 지명돼 이적했다.

## 출신 학교
- 김해삼성초등학교(전학) → 부산 가야초등학교
- 부산개성중학교
- 부산고등학교

## 통산 기록
| 연도 | 팀명  | 타율  | 경기 | 타수 | 득점 | 안타 | 2루타 | 3루타 | 홈런 | 루타 | 타점 | 도루 | 도실 | 볼넷 | 사구 | 삼진 | 병살 | 실책 |
| ---- | ----- | ----- | ---- | ---- | ---- | ---- | ----- | ----- | ---- | ---- | ---- | ---- | ---- | ---- | ---- | ---- | ---- | ---- |
| 2015 | 롯데  | 0.240 | 80   | 125  | 16   | 30   | 10    | 0     | 1    | 43   | 14   | 2    | 0    | 7    | 0    | 31   | 4    | 5    |
| 2016 | 롯데  | 0.179 | 19   | 28   | 2    | 5    | 1     | 0     | 0    | 6    | 3    | 0    | 0    | 1    | 0    | 9    | 0    | 1    |
| 2018 | 롯데  | 0.247 | 60   | 154  | 19   | 38   | 11    | 0     | 4    | 61   | 18   | 0    | 0    | 12   | 3    | 56   | 4    | 5    |
| 2019 | 롯데  | 0.191 | 73   | 136  | 10   | 26   | 6     | 1     | 2    | 40   | 4    | 0    | 1    | 6    | 2    | 41   | 2    | 5    |
| 2021 | 롯데  | 0.232 | 58   | 125  | 19   | 29   | 5     | 0     | 3    | 43   | 16   | 0    | 0    | 27   | 1    | 25   | 1    | 1    |
| 2022 | 롯데  | 0.155 | 33   | 71   | 8    | 11   | 0     | 0     | 2    | 17   | 2    | 0    | 1    | 11   | 2    | 19   | 2    | 4    |
| 2023 | NC    | 0.195 | 77   | 154  | 15   | 30   | 6     | 0     | 4    | 48   | 17   | 0    | 0    | 16   | 2    | 45   | 6    | 5    |
| 2024 | NC    | 0.286 | 10   | 21   | 5    | 6    | 1     | 0     | 2    | 13   | 4    | 0    | 0    | 3    | 0    | 7    | 0    | 0    |
| 통산 | 8시즌 | 0.215 | 410  | 814  | 94   | 175  | 40    | 1     | 18   | 271  | 74   | 2    | 2    | 83   | 10   | 233  | 19   | 26   |